# Киреевка (Суджанский район)
Киреевка — село в Суджанском районе Курской области России. Входит в состав Пореченского сельсовета.

## География
Село находится на юго-западе Курской области, в пределах Обоянской гряды, в юго-западной части Среднерусской возвышенности, в лесостепной зоне, вблизи истока реки Паровой, на расстоянии примерно 18 километров (по прямой) к северо-северо-востоку (NNE) от города Суджи, административного центра района. Абсолютная высота — 193 метра над уровнем моря.
Улицы
В селе улицы: Выгон, Грачевка, Им Героя Советского Союза Дьяконова Н. М., Речная, Садовая.
Климат
Климат характеризуется как умеренно континентальный, с тёплым летом и умеренно холодной зимой. Среднегодовая температура — 5,9 °C. Средняя температура воздуха самого тёплого месяца (июля) — 19,6 °C (абсолютный максимум — 39 °C); самого холодного (января) — −7,9 °C (абсолютный минимум — −37 °C). Безморозный период длится в течение 155 дней. Среднегодовое количество атмосферных осадков составляет 639 мм.
| Показатель                                                                   | Янв. | Фев. | Март | Апр. | Май  | Июнь | Июль | Авг. | Сен. | Окт. | Нояб. | Дек. | Год  |
| ---------------------------------------------------------------------------- | ---- | ---- | ---- | ---- | ---- | ---- | ---- | ---- | ---- | ---- | ----- | ---- | ---- |
| Средний суточный максимум, °C                                                | −3,7 | −2,6 | 3,4  | 13,2 | 19,5 | 22,8 | 25,3 | 24,7 | 18,3 | 10,8 | 3,7   | −0,8 | 11,2 |
| Средняя температура, °C                                                      | −5,8 | −5,2 | −0,3 | 8,4  | 14,8 | 18,4 | 20,9 | 20   | 14,1 | 7,4  | 1,5   | −2,8 | 7,6  |
| Средний суточный минимум, °C                                                 | −8,2 | −8,4 | −4,4 | 2,9  | 9,2  | 13,1 | 15,9 | 14,9 | 9,8  | 4,1  | −0,8  | −5   | 3,6  |
| Норма осадков, мм                                                            | 51   | 44   | 48   | 50   | 63   | 71   | 76   | 53   | 57   | 57   | 47    | 49   | 666  |
| Источник: Погода по месяцам c ru.climate-data.org(дата обращения: Июль 2021) |      |      |      |      |      |      |      |      |      |      |       |      |      |

Часовой пояс
Село Киреевка, как и вся Курская область, находится в часовой зоне МСК (московское время). Смещение применяемого времени относительно UTC составляет +3:00.

## Население
| 2002 | 2010 |
| ---- | ---- |
| 125  | ↘83  |

Половой состав
По данным Всероссийской переписи населения 2010 года в половой структуре населения мужчины составляли 50,6 %, женщины — соответственно 49,4 %.
Национальный состав
Согласно результатам переписи 2002 года, в национальной структуре населения русские составляли 97 %.

## Инфраструктура
Личное подсобное хозяйство. В селе 73 дома.

## Транспорт
Киреевка находится в 11,5 км от автодороги регионального значения 38К-004 (Дьяконово — Суджа — граница с Украиной), в 5,5 км от автодороги 38К-024 (Льгов — Суджа), на автодороге межмуниципального значения 38Н-070 (38К-004 — Киреевка), в 7 км от автодороги 38Н-071 (38Н-070 — 38К-024), в 11 км от автодороги 38Н-723 (Черкасское Поречное — Ивашковский), в 8,5 км от ближайшей ж/д станции Локинская (линия Льгов I — Подкосылев). Остановка общественного транспорта.
В 120 км от аэропорта имени В. Г. Шухова (недалеко от Белгорода).

## Достопримечательности
- Церковь святителя Николая Чудотворца (1839)[11]